# Danh sách tiểu hành tinh: 4801–4900
| Tên                 | Tên đầu tiên | Ngày phát hiện       | Nơi phát hiện           | Người phát hiện                                        |
| ------------------- | ------------ | -------------------- | ----------------------- | ------------------------------------------------------ |
| 4801 Ohře           | 1989 UR4     | 22 tháng 10 năm 1989 | Kleť                    | A. Mrkos                                               |
| 4802 Khatchaturian  | 1989 UA7     | 23 tháng 10 năm 1989 | Tautenburg Observatory  | F. Börngen                                             |
| 4803 Birkle         | 1989 XA      | 1 tháng 12 năm 1989  | Chions                  | J. M. Baur                                             |
| 4804 Pasteur        | 1989 XC1     | 2 tháng 12 năm 1989  | La Silla                | E. W. Elst                                             |
| 4805 Asteropaios    | 1990 VH7     | 13 tháng 11 năm 1990 | Palomar                 | C. S. Shoemaker                                        |
| 4806 Miho           | 1990 YJ      | 22 tháng 12 năm 1990 | Yakiimo                 | A. Natori, T. Urata                                    |
| 4807 Noboru         | 1991 AO      | 10 tháng 1 năm 1991  | Oizumi                  | T. Kobayashi                                           |
| 4808 Ballaero       | 1925 BA      | 21 tháng 1 năm 1925  | Heidelberg              | K. Reinmuth                                            |
| 4809 Robertball     | 1928 RB      | 5 tháng 9 năm 1928   | Heidelberg              | M. F. Wolf                                             |
| 4810 Ruslanova      | 1972 GL      | 14 tháng 4 năm 1972  | Nauchnij                | L. I. Chernykh                                         |
| 4811 Semashko       | 1973 SO3     | 25 tháng 9 năm 1973  | Nauchnij                | L. V. Zhuravleva                                       |
| 4812 Hakuhou        | 1977 DL3     | 18 tháng 2 năm 1977  | Kiso                    | H. Kosai, K. Hurukawa                                  |
| 4813 Terebizh       | 1977 RR7     | 11 tháng 9 năm 1977  | Nauchnij                | N. S. Chernykh                                         |
| 4814 Casacci        | 1978 RW      | 1 tháng 9 năm 1978   | Nauchnij                | N. S. Chernykh                                         |
| 4815 Anders         | 1981 EA28    | 2 tháng 3 năm 1981   | Siding Spring           | S. J. Bus                                              |
| 4816 Connelly       | 1981 PK      | 3 tháng 8 năm 1981   | Anderson Mesa           | E. Bowell                                              |
| 4817                | 1984 DC1     | 27 tháng 2 năm 1984  | La Silla                | H. Debehogne                                           |
| 4818 Elgar          | 1984 EM      | 1 tháng 3 năm 1984   | Anderson Mesa           | E. Bowell                                              |
| 4819 Gifford        | 1985 KC      | 24 tháng 5 năm 1985  | Lake Tekapo             | A. C. Gilmore, P. M. Kilmartin                         |
| 4820 Fay            | 1985 RZ      | 15 tháng 9 năm 1985  | Palomar                 | C. S. Shoemaker                                        |
| 4821 Bianucci       | 1986 EE5     | 5 tháng 3 năm 1986   | La Silla                | G. DeSanctis                                           |
| 4822 Karge          | 1986 TC1     | 4 tháng 10 năm 1986  | Anderson Mesa           | E. Bowell                                              |
| 4823 Libenice       | 1986 TO3     | 4 tháng 10 năm 1986  | Kleť                    | A. Mrkos                                               |
| 4824 Stradonice     | 1986 WL1     | 25 tháng 11 năm 1986 | Kleť                    | A. Mrkos                                               |
| 4825 Ventura        | 1988 CS2     | 11 tháng 2 năm 1988  | La Silla                | E. W. Elst                                             |
| 4826 Wilhelms       | 1988 JO      | 11 tháng 5 năm 1988  | Palomar                 | C. S. Shoemaker                                        |
| 4827 Dares          | 1988 QE      | 17 tháng 8 năm 1988  | Palomar                 | C. S. Shoemaker                                        |
| 4828 Misenus        | 1988 RV      | 11 tháng 9 năm 1988  | Palomar                 | C. S. Shoemaker                                        |
| 4829 Sergestus      | 1988 RM1     | 10 tháng 9 năm 1988  | Palomar                 | C. S. Shoemaker                                        |
| 4830                | 1988 RG4     | 1 tháng 9 năm 1988   | La Silla                | H. Debehogne                                           |
| 4831 Baldwin        | 1988 RX11    | 14 tháng 9 năm 1988  | Cerro Tololo            | S. J. Bus                                              |
| 4832 Palinurus      | 1988 TU1     | 12 tháng 10 năm 1988 | Palomar                 | C. S. Shoemaker                                        |
| 4833 Meges          | 1989 AL2     | 8 tháng 1 năm 1989   | Palomar                 | C. S. Shoemaker                                        |
| 4834 Thoas          | 1989 AM2     | 11 tháng 1 năm 1989  | Palomar                 | C. S. Shoemaker                                        |
| 4835                | 1989 BQ      | 29 tháng 1 năm 1989  | Tokushima               | M. Iwamoto, T. Furuta                                  |
| 4836 Medon          | 1989 CK1     | 2 tháng 2 năm 1989   | Palomar                 | C. S. Shoemaker                                        |
| 4837 Bickerton      | 1989 ME      | 30 tháng 6 năm 1989  | Lake Tekapo             | A. C. Gilmore, P. M. Kilmartin                         |
| 4838 Billmclaughlin | 1989 NJ      | 2 tháng 7 năm 1989   | Palomar                 | E. F. Helin                                            |
| 4839 Daisetsuzan    | 1989 QG      | 25 tháng 8 năm 1989  | Kitami                  | K. Endate, K. Watanabe                                 |
| 4840 Otaynang       | 1989 UY      | 23 tháng 10 năm 1989 | Gekko                   | Y. Oshima                                              |
| 4841 Manjiro        | 1989 UO3     | 28 tháng 10 năm 1989 | Geisei                  | T. Seki                                                |
| 4842 Atsushi        | 1989 WK      | 21 tháng 11 năm 1989 | Kushiro                 | S. Ueda, H. Kaneda                                     |
| 4843 Mégantic       | 1990 DR4     | 28 tháng 2 năm 1990  | La Silla                | H. Debehogne                                           |
| 4844 Matsuyama      | 1991 BA2     | 23 tháng 1 năm 1991  | Kushiro                 | S. Ueda, H. Kaneda                                     |
| 4845 Tsubetsu       | 1991 EC1     | 5 tháng 3 năm 1991   | Kitami                  | K. Endate, K. Watanabe                                 |
| 4846 Tuthmosis      | 6575 P-L     | 24 tháng 9 năm 1960  | Palomar                 | C. J. van Houten, I. van Houten-Groeneveld, T. Gehrels |
| 4847 Amenhotep      | 6787 P-L     | 24 tháng 9 năm 1960  | Palomar                 | C. J. van Houten, I. van Houten-Groeneveld, T. Gehrels |
| 4848 Tutenchamun    | 3233 T-2     | 30 tháng 9 năm 1973  | Palomar                 | C. J. van Houten, I. van Houten-Groeneveld, T. Gehrels |
| 4849 Ardenne        | 1936 QV      | 17 tháng 8 năm 1936  | Heidelberg              | K. Reinmuth                                            |
| 4850 Palestrina     | 1973 UJ5     | 27 tháng 10 năm 1973 | Tautenburg Observatory  | F. Börngen                                             |
| 4851 Vodopʹyanova   | 1976 US1     | 16 tháng 10 năm 1976 | Nauchnij                | T. M. Smirnova                                         |
| 4852 Pamjones       | 1977 JD      | 15 tháng 5 năm 1977  | Nauchnij                | N. S. Chernykh                                         |
| 4853 Marielukac     | 1979 ML      | 28 tháng 6 năm 1979  | Cerro El Roble          | C. Torres                                              |
| 4854 Edscott        | 1981 ED27    | 2 tháng 3 năm 1981   | Siding Spring           | S. J. Bus                                              |
| 4855 Tenpyou        | 1982 VM5     | 14 tháng 11 năm 1982 | Kiso                    | H. Kosai, K. Hurukawa                                  |
| 4856 Seaborg        | 1983 LJ      | 11 tháng 6 năm 1983  | Palomar                 | C. S. Shoemaker                                        |
| 4857 Altgamia       | 1984 FM      | 29 tháng 3 năm 1984  | Palomar                 | C. S. Shoemaker                                        |
| 4858                | 1985 UA      | 23 tháng 10 năm 1985 | Palomar                 | J. Gibson                                              |
| 4859 Fraknoi        | 1986 TJ2     | 7 tháng 10 năm 1986  | Anderson Mesa           | E. Bowell                                              |
| 4860 Gubbio         | 1987 EP      | 3 tháng 3 năm 1987   | Anderson Mesa           | E. Bowell                                              |
| 4861 Nemirovskij    | 1987 QU10    | 27 tháng 8 năm 1987  | Nauchnij                | L. G. Karachkina                                       |
| 4862 Loke           | 1987 SJ5     | 30 tháng 9 năm 1987  | Đài thiên văn Brorfelde | P. Jensen                                              |
| 4863 Yasutani       | 1987 VH1     | 13 tháng 11 năm 1987 | Kushiro                 | S. Ueda, H. Kaneda                                     |
| 4864                | 1988 RA5     | 2 tháng 9 năm 1988   | La Silla                | H. Debehogne                                           |
| 4865 Sor            | 1988 UJ      | 18 tháng 10 năm 1988 | Geisei                  | T. Seki                                                |
| 4866 Badillo        | 1988 VB3     | 10 tháng 11 năm 1988 | Chiyoda                 | T. Kojima                                              |
| 4867 Polites        | 1989 SZ      | 27 tháng 9 năm 1989  | Palomar                 | C. S. Shoemaker                                        |
| 4868 Knushevia      | 1989 UN2     | 27 tháng 10 năm 1989 | Palomar                 | E. F. Helin                                            |
| 4869 Piotrovsky     | 1989 UE8     | 16 tháng 10 năm 1989 | Nauchnij                | L. I. Chernykh                                         |
| 4870 Shcherbanʹ     | 1989 UK8     | 25 tháng 10 năm 1989 | Nauchnij                | L. V. Zhuravleva                                       |
| 4871 Riverside      | 1989 WH1     | 24 tháng 11 năm 1989 | Ayashi Station          | M. Koishikawa                                          |
| 4872 Grieg          | 1989 YH7     | 25 tháng 12 năm 1989 | Tautenburg Observatory  | F. Börngen                                             |
| 4873 Fukaya         | 1990 EC      | 4 tháng 3 năm 1990   | Dynic                   | A. Sugie                                               |
| 4874 Burke          | 1991 AW      | 12 tháng 1 năm 1991  | Palomar                 | E. F. Helin                                            |
| 4875 Ingalls        | 1991 DJ      | 19 tháng 2 năm 1991  | Yatsugatake             | Y. Kushida, R. Kushida                                 |
| 4876 Strabo         | 1133 T-2     | 29 tháng 9 năm 1973  | Palomar                 | C. J. van Houten, I. van Houten-Groeneveld, T. Gehrels |
| 4877 Humboldt       | 5066 T-2     | 25 tháng 9 năm 1973  | Palomar                 | C. J. van Houten, I. van Houten-Groeneveld, T. Gehrels |
| 4878 Gilhutton      | 1968 OF      | 18 tháng 7 năm 1968  | Cerro El Roble          | C. Torres, S. Cofre                                    |
| 4879 Zykina         | 1974 VG      | 12 tháng 11 năm 1974 | Nauchnij                | L. I. Chernykh                                         |
| 4880 Tovstonogov    | 1975 TR4     | 14 tháng 10 năm 1975 | Nauchnij                | L. I. Chernykh                                         |
| 4881                | 1975 XJ      | 1 tháng 12 năm 1975  | Cerro El Roble          | C. Torres                                              |
| 4882 Divari         | 1977 QU2     | 21 tháng 8 năm 1977  | Nauchnij                | N. S. Chernykh                                         |
| 4883 Korolirina     | 1978 RJ1     | 5 tháng 9 năm 1978   | Nauchnij                | N. S. Chernykh                                         |
| 4884 Bragaria       | 1979 OK15    | 21 tháng 7 năm 1979  | Nauchnij                | N. S. Chernykh                                         |
| 4885 Grange         | 1980 LU      | 10 tháng 6 năm 1980  | Palomar                 | C. S. Shoemaker                                        |
| 4886 Kojima         | 1981 EZ14    | 1 tháng 3 năm 1981   | Siding Spring           | S. J. Bus                                              |
| 4887 Takihiroi      | 1981 EV26    | 2 tháng 3 năm 1981   | Siding Spring           | S. J. Bus                                              |
| 4888 Doreen         | 1981 JX1     | 5 tháng 5 năm 1981   | Palomar                 | C. S. Shoemaker                                        |
| 4889 Praetorius     | 1982 UW3     | 19 tháng 10 năm 1982 | Tautenburg Observatory  | F. Börngen                                             |
| 4890 Shikanosima    | 1982 VE4     | 14 tháng 11 năm 1982 | Kiso                    | H. Kosai, K. Hurukawa                                  |
| 4891 Blaga          | 1984 GR      | 4 tháng 4 năm 1984   | Smolyan                 | Bulgarian National Observatory                         |
| 4892 Chrispollas    | 1985 TV2     | 11 tháng 10 năm 1985 | Caussols                | CERGA                                                  |
| 4893 Seitter        | 1986 PT4     | 9 tháng 8 năm 1986   | Smolyan                 | E. W. Elst, V. G. Ivanova                              |
| 4894 Ask            | 1986 RJ      | 8 tháng 9 năm 1986   | Đài thiên văn Brorfelde | P. Jensen                                              |
| 4895 Embla          | 1986 TK4     | 13 tháng 10 năm 1986 | Brorfelde               | P. Jensen                                              |
| 4896 Tomoegozen     | 1986 YA      | 20 tháng 12 năm 1986 | Ojima                   | T. Niijima, T. Urata                                   |
| 4897 Tomhamilton    | 1987 QD6     | 22 tháng 8 năm 1987  | Palomar                 | E. F. Helin                                            |
| 4898 Nishiizumi     | 1988 FJ      | 19 tháng 3 năm 1988  | Palomar                 | C. S. Shoemaker                                        |
| 4899 Candace        | 1988 JU      | 9 tháng 5 năm 1988   | Palomar                 | C. S. Shoemaker, E. M. Shoemaker                       |
| 4900 Maymelou       | 1988 ME      | 16 tháng 6 năm 1988  | Palomar                 | E. F. Helin                                            |